# کویلیتسه
کویلیتسه (به چکی: Kvílice) یک منطقهٔ مسکونی در جمهوری چک است که در شهرستان کلادنو واقع شده‌است.